# Pintor Praxias
El Pintor Praxias fue un pintor etrusco de vasos del estilo de las pseudo-figuras rojas.
El pintor Praxias pertenecía a un grupo de pintores de vasos que lleva su nombre como su principal representante, el Grupo de Praxias, que probablemente tenía su taller en Vulci y producía ánforas panzudas, ánforas de cuello, estamnos, pélices, cráteras, hidrias, jarras y cántaros de una sola asa. En cuatro vasos asignados al pintor Praxias había inscripciones en griego, por lo que algunos científicos creen que el artista es un griego que emigró a Etruria. Las obras del pintor están datadas en el segundo cuarto del siglo V a. C.